# Anua rectificata
Anua rectificata là một loài bướm đêm trong họ Erebidae.